# Ethel Hatchová
Ethel Charlotte Chase Hatchová (nepřechýleně Ethel Hatch; 17. května 1869 – 3. dubna 1975) byla britská umělkyně známá svými květinovými scénami a vztahem s Charlesem Lutwidge Dodgsonem, obecněji známým jako Lewis Carroll. Byla součástí společnosti, která patřila k britské vyšší třídě; byla dcerou reverenda Edwina Hatche, stejně jako její sestry Beatrice Sheward Hatchová a Evelyn Maud Hatchová.

## Životopis
Ethel Charlotte Chase Hatchová se narodila jako nejmladší dcera Evelyn a Edwina Hatche. Ethel měla dvě sestry, Beatrice a Evelyn Maud, přičemž druhá byla pravděpodobně pojmenována po její matce. Měla také bratra jménem Arthur Herbert Hatch (* 1864), který byl prefektem své školy na Malvern College. Rodina žila v domě v gotickém stylu postaveném v roce 1867 na Banbury Road v Norham Gardens v severním Oxfordu v Anglii. Dům byl popsán jako dům s „klenutými okny a věží doplněnou sochou ve výklenku.“ Mezi přátele sousedství byli Julia a Ethel Huxleyovi, dcery Thomase Henryho Huxleye a tety Aldy Huxleye. Mezi další známé z okolí, kteří rodinu Hatchových navštěvovali, patřili Bonamy Price, Mark Pattison a Benjamin Jowett.
Její otec Edwin byl teolog; spisovatel; zástupce ředitele St. Mary Hall v Oxfordu; a později univerzitní učitel – reader církevních dějin. Rodina Hatchových se přesunula do „stimulujících kruhů“, včetně přátelství s Edwardem Burne-Jonesem, Algernonem Charlesem Swinburnem a Williamem Morrisem.
Ethel navštěvovala Oxford High School, Oxford v Oxfordshire, soukromou dívčí školu. Promovala v sedmnácti letech, než odešla s matkou na tři měsíce na dovolenou do St Leonards-on-Sea. Když byla na dovolené, její matka pokračovala ve vyučovacích lekcích, aby dceři rozšířila vzdělání.

## Vztah s Dodgsonem

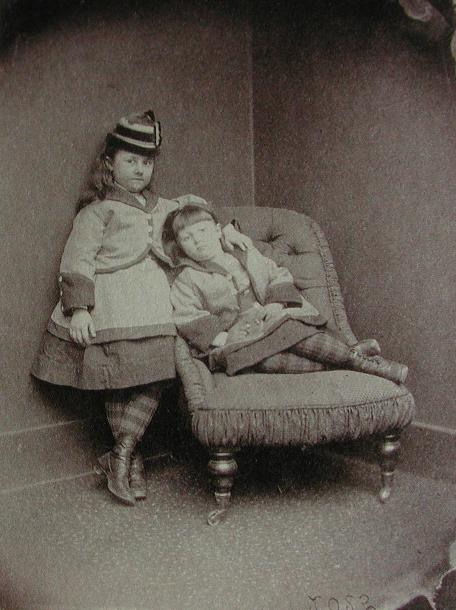
Beatrice a Ethel, které Dodgson fotografoval ve svém studiu Christ Church Studio, 24. března 1874

Ethel byla spolu se svými sestrami představena Dodgsonovi prostřednictvím společných známých. Dodgson pěstoval „přátelství s mnoha malými dívkami“ a často je fotografoval. Dodgsonova přátelství s těmito dětmi se zaměřila na rodiny vyšší střední třídy a ujišťoval, že „nehledal své přátele mezi dětmi z velmi nízké třídy“. Rodina Ethelových pocházela z vyšší střední třídy a následně se spřátelila s Dodgsonem.
Ethelina matka dala Dodgsonovi svolení k fotografování svých tří dívek, Dodgson byl považován za rodinného přítele. Beatrice byla spíše než Ethel nebo Evelyn považována za „Dodgsonovu dlouhodobě oblíbenou“. Dodgsonovo přátelství s Ethel však trvalo řadu let.
Spolu s oblečenými fotkami Dodgson také fotografoval Ethel nahou. Byla považována za jednu z Dodgsonových múz. Fotografie, které Dodgson pořídil se svlečenými předpubertálními dívkami, byly v současné době příčinou mnoha diskusí a spekulací.

## Umění
Dodgson se pokusil zařídit, aby Ethel mohla studovat u sira Huberta von Herkomera, britského malíře německého původu. Tento plán se však neuskutečnil a Ethel odešla studovat na Slade School of Art v Londýně v Anglii. Zatímco tam byla, zaměřila se na malbu zahraničních scén a květinové aranžmá. Na Slade studovala Ethel u Henryho Tonkse, Philipa Wilsona Steera a Fredericka Browna. Ethel měla Brownovu figurální malířskou třídu 1896–1897, kde za svoji práci získala další certifikát.
Ethel pracovala převážně s akvarely a její obrazy se objevovaly v galeriích. Christie's, obchod s uměním a aukční síň výtvarných umění, vydražila část Etheliny díla. Jedním z vydražených kusů byl signovaný akvarel s názvem On the Sand, Midsummer. Dílo o velikosti 25x35 cm se dostalo na cenu 352 liber.
Díla umělkyně byla vystavena v New English Art Clubu, jehož byla členkou. Její technika získala chválu: „Mezi olejomalbami však zaujalo číslo 51 At the Fair: i když jen jako skica, ukazuje chytré zacházení se světly a různými barvami. Autorka naznačuje dav dětí, ale je třeba ho pozorovat ze značné vzdálenosti, aby bylo lépe vidět výhody této techniky.“
Vládní umělecká sbírka v Británii má ve své sbírce jedno její dílo s názvem A View of Lago di Orta. Umělkyně jej darovala v roce 1972 a dostal číslo GAC 17065.

## Pozdější život
Dne 10. listopadu 1889 zemřel Ethelin otec. Ethel bylo v té době 20 let. Ethel udržovala přátelství s umělkyní Joan Hassall, další umělkyní, která se zaměřilovala na dřevorytiny a ilustraci knih. Ve vydání knížky z roku 1959 The Yale of the Swinburne Letters, 1854–1869, svazek 1; Volumes 1854–1869 věnovala Ethel dopisy svému otci Edwinovi od Algernona Charlese Swinburna. V kompilaci se objevují čtyři dopisy a Ethel do publikace zkopírovala všechny zmínky o Swinburnovi z deníků svého otce.
Dne 20. září 1920, ve věku 51 let, byla Ethel mezi hlavními truchlícími na pohřbu Williama Sandaye, profesora Exegeze svatého písma Deana Irska v Oxfordu v letech 1883 až 1895. K formálnímu smutku se připojila také její sestra Evelyn a profesor Cuthbert Turner.
Ethel Hatchová zemřela v Kensingtonu v roce 1975, měsíc před dožitím svých 106. narozenin. 